# Toshikazu Yamanishi
Toshikazu Yamanishi (jap. 山西利和 Yamanishi Toshikazu; ur. 15 lutego 1996) – japoński lekkoatleta specjalizujący się w chodzie sportowym.
W 2013 został mistrzem świata juniorów młodszych w chodzie na 10 000 metrów. W 2017 sięgnął po złoto uniwersjady w Tajpej. Mistrz świata w chodzie na 20 kilometrów z Dohy (2019). W 2021 zdobył brązowy medal igrzysk olimpijskich w Tokio. Rok później obronił tytuł mistrza świata w Eugene.
Medalista mistrzostw Japonii.
Rekord życiowy w chodzie na 20 km: 1:16:10 (16 lutego 2025, Kobe) rekord świata.

## Osiągnięcia
| Rok  | Impreza                               | Miejsce   | Konkurencja      | Pozycja     | Wynik    |
| ---- | ------------------------------------- | --------- | ---------------- | ----------- | -------- |
| 2013 | Mistrzostwa świata juniorów młodszych | Donieck   | chód na 10 000 m | 1. miejsce  | 41:53,80 |
| 2017 | Uniwersjada                           | Tajpej    | chód na 20 km    | 1. miejsce  | 1:27:30  |
| 2018 | Drużynowe mistrzostwa świata          | Taicang   | chód na 20 km    | 4. miejsce  | 1:21:53  |
| 2018 | Igrzyska azjatyckie                   | Dżakarta  | chód na 20 km    | 2. miejsce  | 1:22:10  |
| 2019 | Mistrzostwa Azji w chodzie            | Nomi      | chód na 20 km    | 1. miejsce  | 1:17:15  |
| 2019 | Mistrzostwa świata                    | Doha      | chód na 20 km    | 1. miejsce  | 1:26:34  |
| 2021 | Igrzyska olimpijskie                  | Tokio     | chód na 20 km    | 3. miejsce  | 1:21:28  |
| 2022 | Drużynowe mistrzostwa świata          | Maskat    | chód na 20 km    | 1. miejsce  | 1:22:52  |
| 2022 | Mistrzostwa świata                    | Eugene    | chód na 20 km    | 1. miejsce  | 1:19:07  |
| 2023 | Mistrzostwa świata                    | Budapeszt | chód na 20 km    | 24. miejsce | 1:21:39  |